# Velibor Vasilić
Velibor Vasilić (Tuzla, 19 novembre 1980) è un ex calciatore bosniaco, di ruolo difensore.

## Palmarès

### Club

#### Competizioni nazionali
- Prva liga Republike Srpske: 1

Radnik Bijeljina: 2004-2005
- Coppa di Bosnia: 2

Željezničar: 2010-2011, 2011-2012
- Campionato bosniaco: 2

Željezničar: 2011-2012, 2012-2013